# American Journal of Hematology
American Journal of Hematology es una revista académica dedicada a la cobertura de enfermedades de la sangre. Se publica desde 1976. El editor en jefe es Carlo Brugnara ( Harvard Medical School ). Según Journal Citation Reports , la revista tiene un factor de impacto de 10,047 en 2020, lo que la sitúa en el puesto 7 entre 76 revistas en la categoría "Hematología".

## Métricas de revista
2022
- Web of Science Group : 10.047
- Índice h de Google Scholar: 113
- Scopus: 6.536